# Проспект Алишера Навои (Киев)
Проспе́кт Алише́ра Навои́ (укр. проспе́кт Аліше́ра Навої́) — проспект в Днепровском районе города Киева, проходит через Радужный массив и Воскресенку, заканчивается в окрестностях Комсомольского массива. Пролегает от Радужной до Миропольской улицы
Пересекает бульвар Перова и Воскресенскую улицу.

## История
Проложен в 1960-х годах как часть Миропольской улицы. Выделен в отдельную улицу под современным названием в 1968 году, назван в честь выдающегося узбекского поэта Алишера Навои. Иногда ошибочно называется улицей.

## Учреждения
В доме № 1 располагается стоматологическая поликлиника Днепровского района. В доме № 3 находится городская детская клиническая больница № 2 и единственный детский травмопункт на левом берегу Киева. На пересечении с бульваром Перова — Римо-католический собор.